# Vangelo dell'infanzia di Tommaso
Il Vangelo dell'infanzia di Tommaso, chiamato anche Vangelo dello pseudo-Tommaso, è uno dei vangeli apocrifi, scritto in greco e in siriaco e databile alla seconda metà del II secolo. Non va confuso con il Vangelo di Tommaso.
L'opera consiste in una raccolta di miracoli compiuti da Gesù tra i 5 e i 12 anni di vita, con l'implicito intento di fornire indicazioni sulla sua infanzia altrimenti taciute dai 4 vangeli canonici. Ne emerge il ritratto di un Gesù bambino capriccioso e vendicativo, particolarmente incline a fare un uso tutto personale e spesso 'egoista' dei propri poteri taumaturgici.
Al pari degli altri apocrifi, generalmente non è accolto dagli studiosi come fidato testimone del Gesù storico, anche per il genere letterario favolistico-leggendario che contraddistingue la narrazione. Nonostante la non-ufficialità che caratterizzò questo vangelo nella Chiesa dei primi secoli, qualche elemento secondario è stato accolto a livello artistico nella tradizione cristiana successiva.

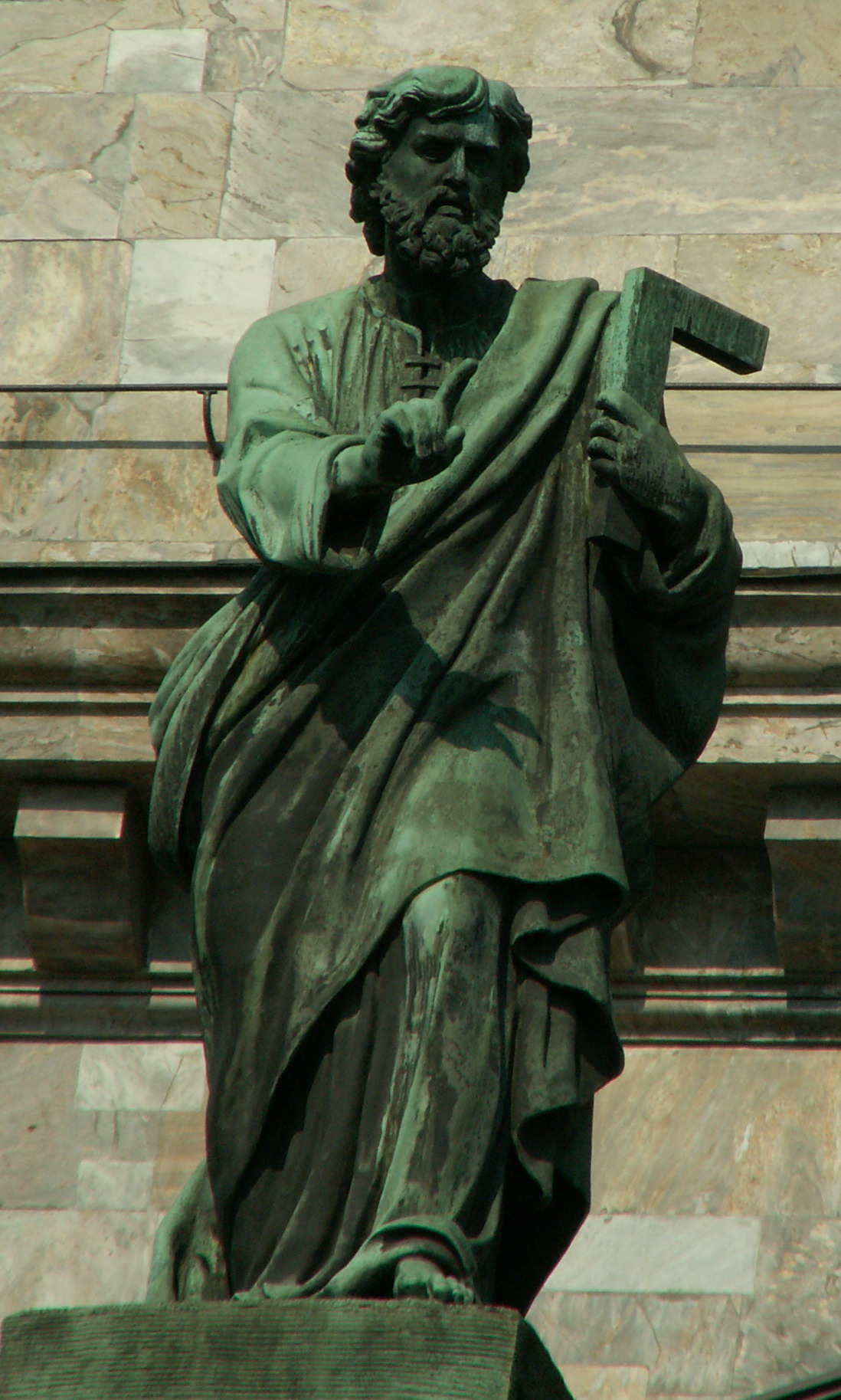
Statua dell'apostolo Tommaso - Cattedrale di Sant'Isacco - San Pietroburgo.

## Autore e data
Il testo si dichiara opera di Tommaso l'Israelita, cioè l'apostolo Tommaso. Questo collocherebbe la stesura del testo entro il I secolo. Gli studiosi tuttavia sono attualmente concordi nel ritenere tale attribuzione pseudoepigrafa. 
In alcuni loci traspaiono citazioni implicite di brani del vangelo secondo Luca e di Giovanni suggerendo una datazione posteriore ad essi (cioè posteriore al I secolo). La prima citazione del Vangelo dell'infanzia di Tommaso compare nell'Adversus haereses di Ireneo, databile circa al 185. Questo, unitamente a motivi stilistici e letterali intrinseci al testo, ha portato gli studiosi a ritenere come possibile data redazionale la metà del II secolo, in seguito a un periodo di trasmissione orale.

## Tradizione manoscritta
Il discreto numero di manoscritti che ci sono pervenuti dimostrano il favore con cui l'opera è stata accolta durante il Medioevo. I principali:
- A - Bologna, XV sec., greco, base delle moderne traduzioni.
- Sin (o B greco) - Monte Sinai, XIV-XV sec., greco, più breve.
- Va - Vaticano, latino, simile ad A ma con 3 capitoli premessi.
- Dr - Dresda A 187, greco, XVI sec.
- Pa - Parigi 239, XV sec., greco, primi 6 capitoli.
- versione siriaca abbreviata del VI sec.
- Vi - palinsesto di Vienna, VI sec., traduzione latina del precedente.
- L (o B latino) - codice laurenziano, latino.
- Pa1 - codice parigino 1652, latino.
- Pa2 - codice parigino 11867, latino.

La presenza di un manoscritto in siriaco ha posto la questione se la versione originale fosse in greco o siriaco, ma non ci sono indizi decisivi a favore dell'una o altra ipotesi.

## Contenuto
I 19 capitoletti (più brevi degli omologhi canonici) del testo greco più i 3 premessi del testo latino non sono caratterizzati da una particolare struttura narrativa ma costituiscono singoli episodi completi anche se talora interconnessi.
- 1 lat. Fuga di Giuseppe e Maria in Egitto per fuggire da Erode (Mt2,13-15[3]). Gesù ha 2 anni. Rimangono un anno presso una vedova. A tre anni Gesù prende un pesce disseccato, lo mette in un catino e lo riporta in vita.
- 2 lat. Gesù vede un maestro che insegna a degli scolari. 12 passerotti che litigavano tra loro cadono sul maestro. Gesù ride. Il maestro si adira.
- 3 lat. Un angelo dice a Maria di tornare in Giudea perché è morto chi insidiava la sua vita. Maria e Gesù partono verso Nazareth. Giuseppe alla morte di Erode uscì dall'Egitto e lo portò nel deserto.
- 4 lat=1 greco. Introduzione pseudoepigrafica di Tommaso Israelita.
- 2. A 5 anni Gesù crea con l'argilla 12 passerotti, batte le mani e volano via.
- 3. Gesù in un torrente crea delle piccole dighe ma il figlio dello scriba Anna gli rovina il gioco. Gesù lo secca 'come un albero'. I genitori del ragazzo addolorati rimproverano Giuseppe.
- 4. Un bambino correndo urta Gesù. Irritato gli dice: "Non proseguirai per la tua strada". E muore. I genitori del ragazzo addolorati rimproverano Giuseppe.
- 5. Giuseppe rimprovera Gesù che fa diventare ciechi gli accusatori.
- 6. Un rabbino, Zaccheo, si offre a Giuseppe come tutore di Gesù che si dimostra più sapiente del maestro.
- 7. Imbarazzo del maestro e invito a Giuseppe a riprendersi il figlio.
- 8. I Giudei consolano Zaccheo. Divertimento di Gesù.
- 9. Gesù risuscita un suo amico caduto da una terrazza giocando.
- 10. Un ragazzo si taglia accidentalmente un piede con una scure, Gesù lo riattacca.
- 11. Gesù porta dell'acqua a sua madre all'interno del mantello, avendo rotto la brocca.
- 12. Gesù semina un chicco di grano e ne nascono 100 cori (circa 400 ettolitri).
- 13. Giuseppe, facendo un letto, taglia un legno troppo corto. Gesù lo tira e lo allunga.
- 14. Gesù da un maestro. Si mostra più sapiente di lui, il maestro colpisce Gesù in testa ma cade subito a terra morto.
- 15. Gesù da un maestro. Si mostra più sapiente di lui e lo rimanda da Giuseppe.
- 16. Giuseppe manda suo figlio Giacomo a far legna con Gesù. Una vipera morde Giacomo, Gesù soffia sulla ferita, la vipera scoppia e Giacomo guarisce.
- 17. Gesù risuscita un bimbo malato.
- 18. Gesù risuscita un uomo morto nella costruzione di una casa.
- 19. A 12 anni pellegrinaggio a Gerusalemme per la Pasqua. Al ritorno Gesù è smarrito ma ritrovato nel tempio che dialoga coi dottori (v. Lc2,41-51[4]). Scribi e farisei benedicono Maria per la sapienza del figlio.

## Genere
Il Vangelo di Tommaso appartiene al genere dei cosiddetti vangeli dell'infanzia. Questi presentano un carattere abbondantemente e gratuitamente miracolistico, che contrasta con la sobrietà dei 4 vangeli canonici, con il fine di illustrare i dettagli relativi alla vita pre-ministeriale di Gesù altrimenti ignoti. 
Tale letteratura è caratterizzata da un'assente o imprecisa conoscenza degli usi e costumi giudaici o da altre imprecisioni di natura storica o geografica, che ne inficiano il valore storico degli eventi narrati.
Inoltre, nessuna di tali opere compare in qualche manoscritto biblico o in antichi elenchi dei testi canonici ritenuti ispirati. 
Altri vangeli apocrifi dell'infanzia sono il Protovangelo di Giacomo, il Vangelo dello pseudo-Matteo (basato su quelli di Giacomo e Tommaso), e il cosiddetto Vangelo arabo dell'infanzia.
Le caratteristiche stilistiche di tali opere suggeriscono datazioni a partire dal II secolo.

## Critica
Il primo capitolo (testo latino) e l'ultimo (c.19 greco) presentano episodi contenuti nei vangeli canonici (rispettivamente Mt e Lc), mentre il materiale intermedio ne è completamente svincolato. Questo indica il tentativo di inserire i racconti di questo vangelo all'interno della consolidata tradizione canonica, cercando di innalzarla al medesimo livello di autorevolezza.
Similmente agli altri vangeli dell'infanzia, il testo presenta un personaggio che compare anche nelle opere canoniche. Lo scriba Anna del c. 3 a cui Gesù bambino 'secca' il figlio va probabilmente identificato con l'Anna (abbreviazione del nome maschile Anania) che ricoprì la carica di sommo sacerdote tra il 6 e il 15 d.C. e che in seguito affiancò e diresse il genero Caifa nella stessa carica tra il 18 e 36 d.C., giocando un ruolo chiave nella condanna di Gesù.
Il miracolismo che caratterizza il testo, più vicino al genere mitico-fiabesco che alla sobrietà dei vangeli canonici, si rivolge a pressoché tutte le esigenze della vita quotidiana: il gioco, la vendetta verso i delatori, l'istruzione, gli incidenti sul lavoro, il nutrimento, la malattia... Per ognuno di questi campi problematici il Gesù bambino prodigio di Tommaso ha pronta una risposta immediata, risolutiva, plateale.
Il Vangelo di Tommaso presenta sporadici e sparsi passi di sapore gnostico, in particolare il ricorrente tema dell'ignoranza, cioè del mancato riconoscimento della natura soprannaturale di Gesù. Tale elemento permea anche il Vangelo di Giovanni, rimanendo anche in tale opera entro i confini dell'ortodossia cattolica.
Anche nel 'contro-insegnamento' relativo alla lettera alfa con il quale Gesù investe i suoi 3 maestri sono ravvisabili elementi legati alla dottrina emanazionista di matrice gnostica.
Il Vangelo di Tommaso ha avuto una discreta eco all'interno della tradizione islamica. L'episodio di Gesù che crea i passerotti (c. 2) compare anche nel Corano (3:49; 5:110).